# Annika Momrak

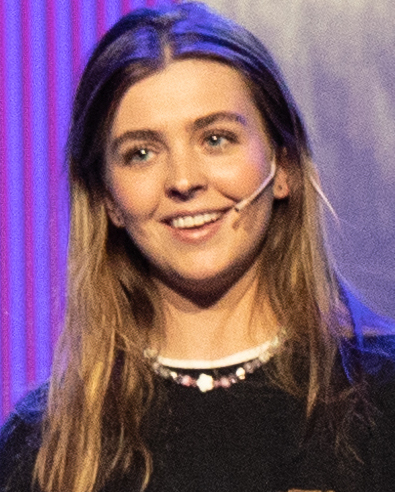
Annika Momrak, 2022

Annika Sveinsson Momrak (* 11. April 1999) ist eine norwegische Webvideoproduzentin, Sängerin und Moderatorin.

## Leben
Momrak stammt aus der ehemaligen Kommune Bø, die heute Teil der Gemeinde Midt-Telemark ist. Im Jahr 2013 trat Momrak mit der Gruppe Unik 4 beim von Norsk rikskringkasting (NRK) ausgestrahlten norwegischen Jugendgesangswettbewerb MGPjr auf. Die aus vier Jugendlichen bestehende Gruppe konnte mit ihrem Beitrag Så sur da den Wettbewerb gewinnen.
Während ihrer Zeit an der weiterführenden Schule begann Momrak einen YouTube-Kanal zu betreiben. Nach dem Ende ihrer Schulzeit wurde Momrak angefragt, als Webvideoproduzentin für NRK zu arbeiten. So wurde sie im Jahr 2020 Mitglied des Moderationsteams des YouTube-Kanals NRK 4ETG. Im Jahr 2021 wirkte sie an der VGTV-Serie Ikke lov å le på hytta mit. Gemeinsam mit Kåre Magnus Bergh und Mikkel Niva moderierte sie den Melodi Grand Prix 2022, den norwegischen Vorentscheid für den Eurovision Song Contest. Mit 22 Jahren wurde Momrak die bis dahin jüngste MGP-Moderatorin. Im November 2022 gab sie ihren Abschied von 4ETG bekannt. Im selben Monat moderierte sie gemeinsam mit Lars Berrum den Musikpreis P3 Gull. Im Jahr 2023 erreichte Momrak das Halbfinale der Musikshow Maskorama.
Im Herbst 2024 wurde bei NRK die Serie Dama til mit sechs Folgen ausgestrahlt, in der sie testweise Beziehungen mit unterschiedlichen Prominenten, unter anderem mit dem Rapper Kamelen und der Fußballspielerin Ingrid Syrstad Engen, eingeht. Für die Serie erhielt sie beim Fernsehpreis Gullruten eine Nominierung in der Moderationskategorie für den Bereich Reality, Livestyle und Nachrichten.

## Auszeichnungen
Gullruten
- 2025: Nominierung in der Kategorie „Beste/r Moderator/in – Reality, Livestyle und Nachrichten“ (für Dama til)[10]